# NGC 3285A
NGC 3285A је спирална галаксија у сазвежђу Хидра која се налази на NGC листи објеката дубоког неба.
Деклинација објекта је - 27° 31' 19" а ректасцензија 10h 32m 48,7s. Привидна величина (магнитуда) објекта NGC 3285 износи 13,8 а фотографска магнитуда 14,5. NGC 3285A је још познат и под ознакама ESO 501-8, MCG -4-25-15, AM 1030-271, PGC 31161.